# Raid de Sa'd ibn Zaid al-Ashhali
Le Raid de Sa'd ibn Zaid al-Ashhali, se deroula en janvier 630 AD, 8AH, 9e mois, du Calendrier islamique, dans les parages d'al-Mushallal. Sa'd ibn Zaid al-Ashhali fut envoyé pour détruire les idoles vénérées par les tribus polythéistes dans la localité,,,,.